# August Pfluger
August Lee Pfluger II, né le 28 décembre 1978, est un homme politique américain. Membre du Parti républicain, il est élu à la Chambre des représentants des États-Unis depuis 2021.

## Biographie

### Carrière militaire
August Pfluger grandit l'ouest du Texas où sa famille possède plusieurs ranchs dans les comtés de Concho et de Kimble. Après le lycée, il s'engage dans l'armée. Diplômé d'un baccalauréat universitaire de la United States Air Force Academy en 2000, il travaille pendant près de 20 ans dans l'armée de l'air américaine, pilotant des F-22. Il atteint le grade de lieutenant-colonel et reste réserviste après son départ de l'armée.
Durant sa carrière, August Pfluger obtient plusieurs masters. Il est ainsi diplômé de la Embry-Riddle Aeronautical University en 2007, de l'Air University en 2012 et de l'université de Georgetown en 2019. Cette même année, il rejoint le conseil de sécurité nationale, conseillant Donald Trump.

### Engagement politique
August Pfluger est un républicain conservateur,.
En 2020, il se présente à la Chambre des représentants des États-Unis dans le 11e district du Texas. Dans ce bastion conservateur de l'ouest de l'État, il entend succéder au républicain Mike Conaway qui n'est pas candidat à un nouveau mandat. Lors de la primaire républicaine du mois de mars, soutenu par Donald Trump, il rassemble 52 % des suffrages et devance largement ses 9 adversaires. Le 3 novembre 2020, August Pfluger est élu représentant des États-Unis avec environ 80 % des voix face au démocrate Jon Mark Hogg.
Trois jours après sa prise de fonction, le 6 janvier 2021, il fait partie des 147 membres républicains de la Chambre des représentants à voter contre la certification de la victoire de Joe Biden à l'élection présidentielle.
Lors des élections de 2022 et de 2024, il est réélu sans affronter d'adversaire ni à la primaire républicaine, ni lors de l'élection générale.
Lors du 119e congrès, il est élu président du Republican Study Committee.